# Carles Mas i Samora
Carles Mas i Samora   (Barcelona, 8 de desembre de 1957) és un històric pilot motociclista català. Entre els anys 70 i 90 va destacar en competicions d'enduro, motocròs i raids africans, guanyant 7 campionats d'Espanya d'enduro seguits (1979-85), un Subcampionat del món per equips i cinc medalles d'or als ISDE. A mitjan anys 80 va començar a competir amb èxit en raids africans, esdevenint el primer català a pujar al podi al Ral·li París-Dakar, tot acabant-hi segon el 1990.
Durant els seus vint anys en actiu ha corregut amb Bultaco, OSSA, Montesa, Honda, Yamaha, Cagiva i KTM. Com a pilot és recordat per la seva finor i tècnica de pilotatge, que juntament amb el seu esperit de lluita, dots d'estratègia, bona preparació física i sentit de l'orientació li atorgaren gran superioritat envers els seus rivals.

## Resum biogràfic
Des de molt jove s'interessà per l'esport, començant amb especialitats aquàtiques tot practicant la vela amb el seu optimist. Ja amb 15 anys l'atreia tot allò relacionat amb la motocicleta i en sortir de l'escola s'estava hores en un taller de motocicletes, treballant com a aprenent.

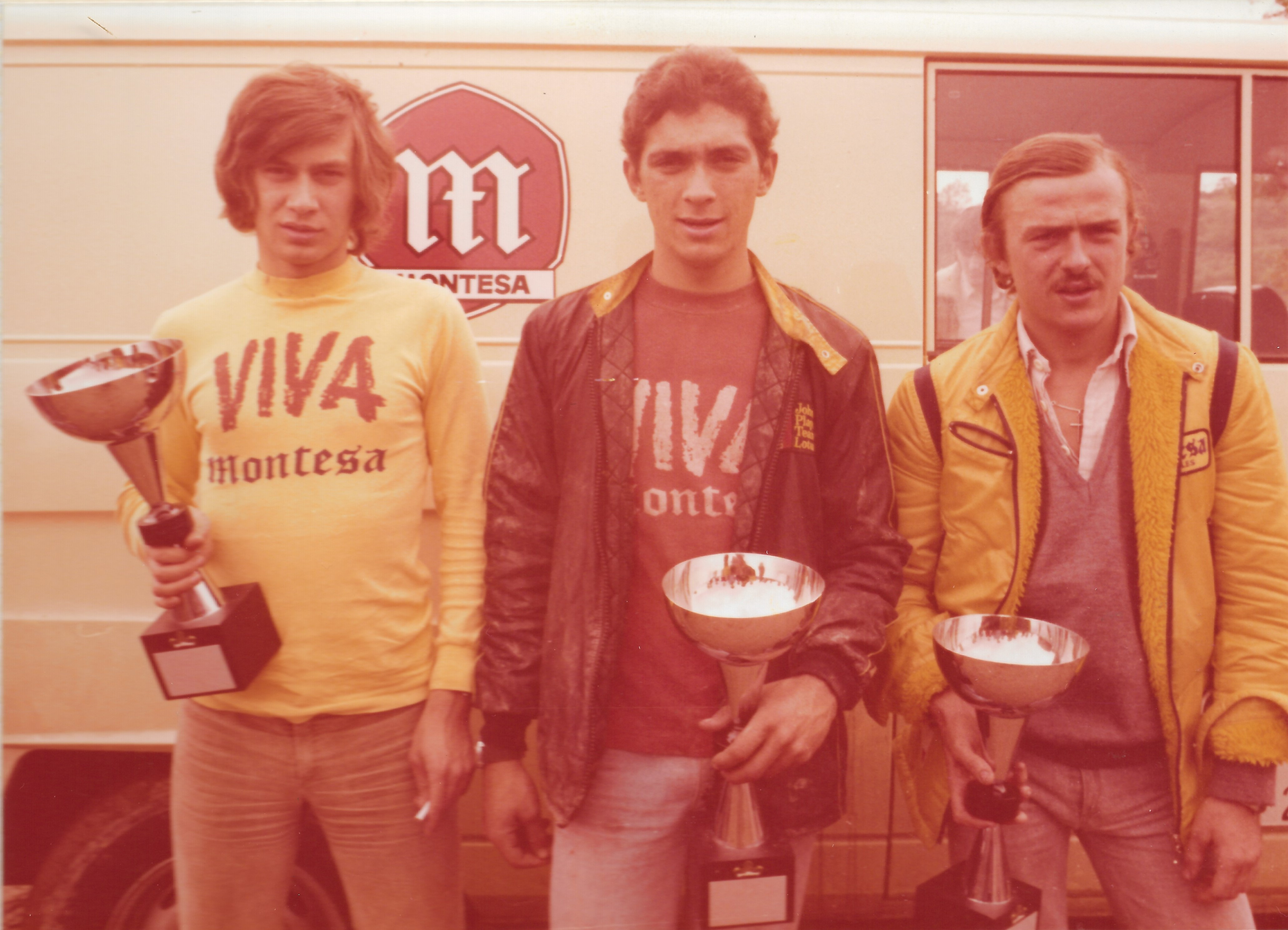
Carles Mas (al mig) amb els companys d'equip havent guanyat els 1.000 km Isern de 1977

Aviat descobrí l'enduro, aleshores anomenat Tot Terreny, aprofitant les estades de cap de setmana i estiueig a la segona residència familiar a Castelldefels, on començà a fer excursions per les muntanyes del Garraf amb un ciclomotor. Sempre que podia agafava l'OSSA Enduro del seu pare, malgrat no tenir edat per a conduir-la.
El 1974 va córrer les seves primeres curses en la modalitat de Pujades Cronometrades de Tot Terreny (també anomenades Pujades de muntanya TT), debutant a la pujada cronometrada a la Font dels Ocells amb una Bultaco preparada per a l'ocasió, manllevada d'un seu amic. El 1975 corregué el seu primer enduro, el TT de Collbató.
El 1977 participà assíduament com a pilot Júnior en curses de Tot Terreny, aprofitant per a observar i aprendre dels pilots més destacats, com ara el seu ídol Narcís Casas, O Rei. L'any següent canvià de categoria, passant a la classe superior (Sènior) i acabant el campionat estatal en segona posició. Gràcies a la seva brillant temporada signà el seu primer contracte com a pilot oficial de Montesa.
El 1979 guanyà el seu primer títol estatal de Tot Terreny, aprofitant que Narcís Casas no podia rendir al màxim a causa de lesions anteriors. Des d'aleshores, Carles Mas guanyà sis títols més de Campió d'Espanya d'Enduro (nova denominació oficial de la disciplina), participant també en algunes proves del Campionat d'Europa i els ISDE (Sis Dies Internacionals d'Enduro), on aconseguí el Subcampionat del Món per Equips (a l'edició de 1985, disputada a La Cerdanya) i diverses medalles d'argent i de bronze.
A banda de l'enduro, com a entrenament disputà diversos campionats espanyols de motocròs, guanyant-ne alguna prova i aconseguint el subcampionat estatal el 1983.

### 1984, primers Raids
El 1984, seguint els consells del pilot i periodista Joan Porcar, decidí de participar també en els raids africans, rebent el suport del seu amic i alhora distribuïdor de KTM a l'estat, Ton Marsinyach. S'inscrigué en proves africanes com ara la Djerba 500, on acabà cinquè. Poc després va córrer la Baja Montesblancos, l'Enduro de Le Touquet i finalment el Ral·li París-Dakar.
Després de participar en els raids de manera semi-privada, el 1987 Yamaha li oferí entrar com a pilot oficial a l'equip de raids de la marca, disposant finalment d'una motocicleta competitiva i recursos per a participar en l'especialitat. Esdevingué així el primer pilot català de fora d'asfalt a aconseguir una moto oficial directa del Japó.
El 1990 acabà el París Dakar en segona posició final, per darrere d'Edi Orioli, aconseguint el millor resultat en aquesta cursa d'un pilot català fins aleshores.

### Darrers temps
Un cop retirat de la competició a final dels 90, va muntar una botiga concessionària de motocicletes Yamaha a Esplugues de Llobregat, que després d'uns quants anys de funcionament va decidir tancar.
Durant quatre anys seguits va organitzar, juntament amb la marca japonesa Honda, una fórmula de promoció per a tots aquells pilots amateurs que volien inscriure's al "París-Dakar" de manera relativament econòmica i rebent assessorament i suport d'un expert en aquella cursa com és ell.
També va tornar a participar en la París-Dakar amb un cotxe 4x4 Mitsubishi Montero, com a copilot de Miguel Prieto.
Actualment, Mas segueix vinculat amb el món de les dues rodes i la competició, essent durant anys el responsable de l'organització del Ral·li París-Dakar al seu pas per la península Ibèrica, a més d'organitzar l'Enduro Indoor Internacional de Barcelona i altres importants espectacles del motor.
Entre prova i prova, també dirigeix cursos destinats a nens i joves afeccionats a l'enduro que vulguin aprendre o perfeccionar el seu pilotatge.
La seva filosofia esportiva es pot resumir en aquesta frase seva: "Prefereixo córrer una cursa enfangada, amb un fred de cal Déu i dificultat extrema i no acabar, que no pas guanyar una cursa fàcil".

## Palmarès

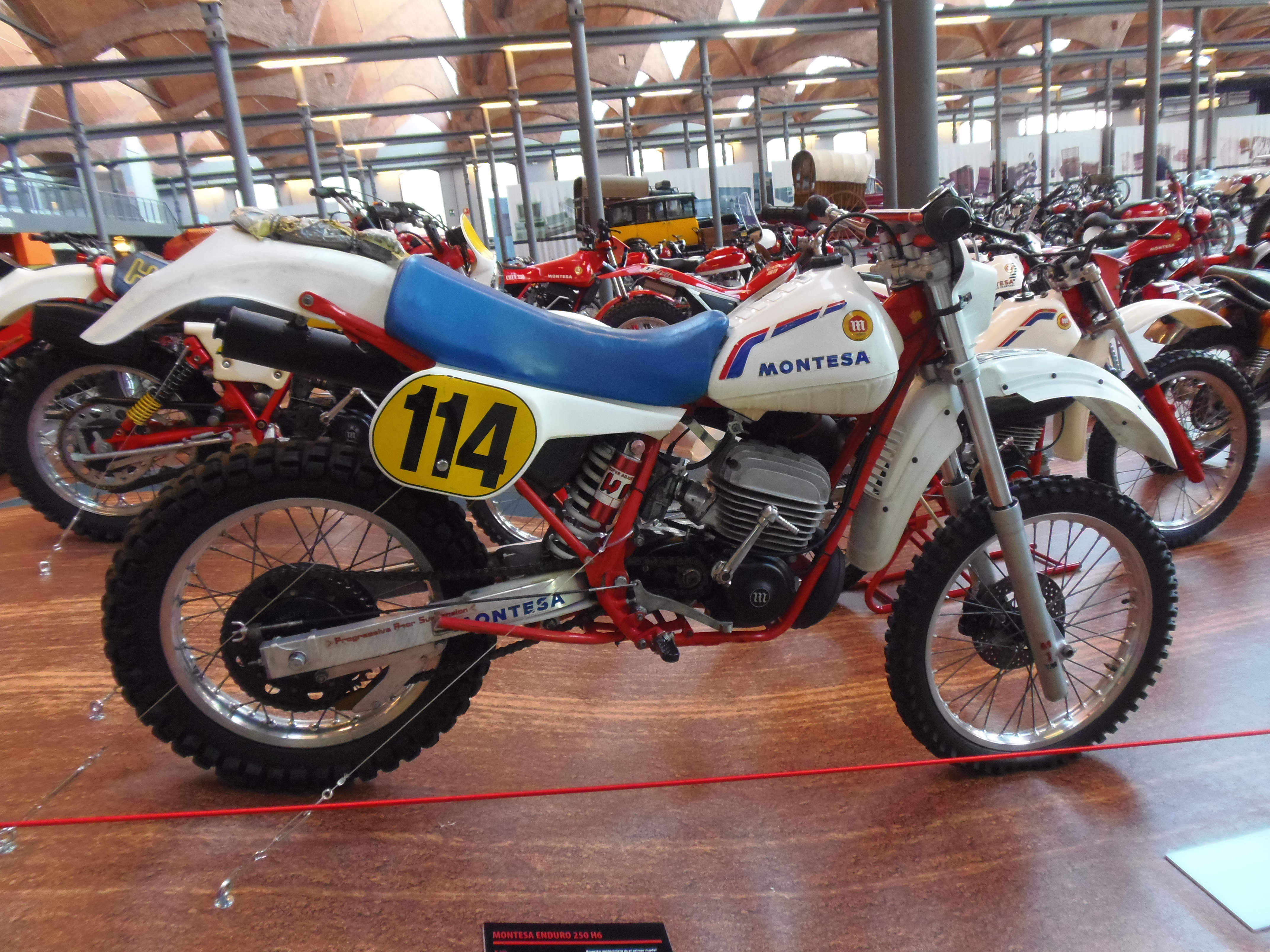
La Montesa Enduro H7 que va pilotar als ISDE de 1985

| Any          | Motocicleta  | C. d'Espanya     | C. d'Europa  | ISDE                                          | Dakar                     | Altres                                                         |
| ------------ | ------------ | ---------------- | ------------ | --------------------------------------------- | ------------------------- | -------------------------------------------------------------- |
| 1978         | Montesa      | 2n Trofeu Sènior | -            | -                                             | -                         | -                                                              |
| 1979         | Montesa      | 1r               | -            | -                                             | -                         | -                                                              |
| 1980         | Montesa      | 1r               | 5è en 500 cc | -                                             | -                         | -                                                              |
| 1981         | Montesa      | 1r               | -            | -                                             | -                         | -                                                              |
| 1982         | Montesa      | 1r               | -            | -                                             | -                         | -                                                              |
| 1983         | Montesa      | 1r               | -            | -                                             | -                         | Subcampió d'Espanya de motocròs                                |
| 1984         | Montesa      | 1r               | -            | -                                             | -                         | 5è al Raid Djerba 500                                          |
| 1985         | Montesa      | 1r               | -            | - Subcampió mundial per equips - 5è en 500 cc | 13è                       | - 2n a la Baja Montesblancos - 5è a Le Touquet                 |
| 1986         | Montesa      | -                | -            | -                                             | 11è (millor pilot privat) | - 1r a la Transpaña - 1r al Montes de Cuenca - 1r al Mini Baja |
| 1987         | Yamaha       | -                | -            | -                                             | 5è                        | - 1r al Ral·li de Tunísia - 1r al Ral·li Baix Aragó            |
| 1988         | Yamaha       | 2n               | -            | -                                             | 4t                        | -                                                              |
| 1989         | Yamaha       | 2n               | -            | -                                             | 7è                        | -                                                              |
| 1990         | Yamaha       | -                | -            | -                                             | 2n                        | -                                                              |
| 1991         | KTM          | 1r 600 4T        | -            | -                                             | 6è                        | -                                                              |
| 1992         | Cagiva       | -                | -            | -                                             | -                         | -                                                              |
| 1993         | KTM          | 1r 600 4T        | -            | -                                             | -                         | -                                                              |
| 1994         | KTM          | 1r 600 4T        | -            | -                                             | -                         | 2 victòries d'etapa al Dakar (Cagiva)                          |
| 1995         | KTM          | -                | -            | -                                             | -                         | 3r a la Baja España-Aragón                                     |
| 1996         | Cagiva       | -                | -            | -                                             | - Abandó -                | -                                                              |
| Total títols | Total títols | 10               | 0            | 0                                             | 0                         |                                                                |